# Around the Fur
Around the Fur (en español: Alrededor de la piel) es el segundo álbum de estudio de la banda estadounidense Deftones. Fue publicado el 28 de octubre de 1997 a través de Maverick Records. Cuenta con las colaboraciones especiales de Max Cavalera en «Headup» y de Annalynn Cunningham, esposa del baterista, en los coros de «MX». 
Como promoción, fueron publicados los sencillos «My Own Summer (Shove It)» y «Be Quiet and Drive (Far Away)», además de otras canciones como «Dai the Flu» y «Lhabia» que tuvieron radio airplay, a pesar de sus nombres sugestivos.
Con este álbum, la banda logra subir de posiciones las listas musicales de Estados Unidos, ingresando al puesto número 29 del Billboard 200 con ventas iniciales de 90 000 copias.

## Antecedentes
La banda había sido firmada por Maverick Records en 1994 bajo un acuerdo inicial de dos álbumes de estudio, lo que significaba que sin importar la cantidad de ventas de su álbum debut Adrenaline, una nueva producción estaba garantizada. Luego de una extensa gira por un año completo, compraron una bodega para realizar actividades recreativas como skateboarding y sesiones de jam, creando «Dai the Flu» con ayuda de su amigo Dan en el bajo, debido a que Chi Cheng estaba viviendo en San Diego y había considerado ser un maestro de inglés. Una vez se reunieron con Terry Date en Seattle, comenta que uno de los objetivos para el segundo álbum era “ser más sofisticados”.

## Concepto
Ya establecidos nuevamente con Cheng, fueron capaces de componer siete canciones para el nuevo material. El resto de canciones fueron compuestas en el Studio Litho, donde el productor los convenció de intentar otro método para las grabaciones, enfocándose más en las dinámicas y así dando con su sonido distintivo low-end para el bajo. Stephen Carpenter comenta que para las grabaciones del álbum, estuvo escuchando sin parar el reciente álbum Ultra de Depeche Mode, mientras que Moreno describía en entrevistas a las canciones de Depeche Mode y The Cure como “emocionalmente pesadas”. Con una mayor influencia de bandas new wave, esto también fue crucial para la inclusión de Frank Delgado, quién estuvo aportando una atmósfera más siniestra a múltiples canciones del álbum, incluyendo el puente de la canción homónima.
El material ha sido descrito como metal alternativo, nu metal, rock alternativo y post-hardcore. Durante una visita de Metal Hammer al estudio donde se encontraba la banda, Chino Moreno se refirió al material grabado: “Nos separamos de esa porquería, de esas malditas estúpidas bandas. Nuestro último álbum, la gente lo adora, pero yo creo que apenas está bien.” En retrospectiva, tanto Moreno como Carpenter notan que nunca estuvieron interesados en ser agrupados con otras bandas del movimiento nu metal, declinando su participación en el Family Values de esos años para evitar ser encasillados junto a Limp Bizkit y Korn.

## Lista de canciones
| N.º   | Título                                                                              | Duración |  |
| 1.    | «My Own Summer (Shove It)»                                                          | 3:35     |  |
| 2.    | «Lhabia»                                                                            | 4:11     |  |
| 3.    | «Mascara»                                                                           | 3:45     |  |
| 4.    | «Around the Fur»                                                                    | 3:32     |  |
| 5.    | «Rickets»                                                                           | 2:42     |  |
| 6.    | «Be Quiet and Drive (Far Away)»                                                     | 5:08     |  |
| 7.    | «Lotion»                                                                            | 3:57     |  |
| 8.    | «Dai the Flu»                                                                       | 4:36     |  |
| 9.    | «Headup» (con Max Cavalera)                                                         | 6:12     |  |
| 10.   | «MX» (incluye las pistas ocultas «Bong Hit» (19:32–19:55) y «Damone» (32:36–37:18)) | 37:18    |  |
| 73:56 |                                                                                     |          |  |

| Formato vinilo |        |          |  |
| N.º            | Título | Duración |  |
| 10.            | «MX»   | 4:52     |  |
| 42:27          |        |          |  |

## Créditos
Deftones
- Abe Cunningham - Batería
- Chi Cheng - Bajo
- Chino Moreno - Voz
- Stephen Carpenter - Guitarra

Personal adicional
- Terry Date - Productor, mezclas, grabación
- Ulrich Wild - Mezclas, grabación, edición digital
- Ted Jensen - Técnico de sonido
- Max Cavalera - Coros y guitarra adicional en "Headup"
- Annalynn Cunningham - Vocales adicionales en "MX"
- Frank Delgado - Efectos de sonido (en "My Own Summer (Shove It)", "Around the Fur", "Dai the Flu", "Headup" y "MX")
- Matt Bayles - Asistente de Terry Date
- Steve Durkee - Asistente de Ulrich Wild
- Rick Kosick - Fotografía
- Kevin Reagan - Dirección de arte y diseño

## Posicionamiento en listas
| Listas (1997)                       | Mejor posición |
| ----------------------------------- | -------------- |
| Escocia (Scottish Albums)           | 93             |
| Estados Unidos (Billboard 200)      | 29             |
| Finlandia (Suomen virallinen lista) | 32             |
| Francia (SNEP)                      | 41             |
| Países Bajos (Album Top 100)        | 99             |
| Reino Unido (UK Albums)             | 56             |

Sencillos
| Año  | Sencillo                        | Mejor puesto | Mejor puesto | Mejor puesto |
| Año  | Sencillo                        | U.S. Mod     | U.S. Main    | UK           |
| ---- | ------------------------------- | ------------ | ------------ | ------------ |
| 1997 | "My Own Summer (Shove It)"      | —            | —            | 29           |
| 1998 | "Be Quiet and Drive (Far Away)" | —            | 29           | 50           |

## Certificaciones
| País (Certificador) | Certificación | Ventas certificadas |
| --- | ------------- | ------------------- |
| Australia (ARIA) | Oro           | 35 000^             |
| Estados Unidos (RIAA) | Platino       | 1 000 000^          |
| Reino Unido (BPI) | Oro           | 100 000^            |
| ^cifras de envíos basadas únicamente en la certificación xcifras no especificadas basadas únicamente en la certificación |               |                     |